# Punch
 For alternative betydninger, se Punch (flertydig). (Se også artikler, som begynder med Punch)
 Der er for få eller ingen kildehenvisninger i denne artikel, hvilket er et problem. Du kan hjælpe ved at angive troværdige kilder til de påstande, som fremføres i artiklen.

Punch er en cocktail af vin, spiritus og citrussaft og med en noget lavere alkoholprocent end andre drinks. Punch blandes og serveres almindeligvis i en  åben skål, en punchebowle eller -bolle.
Drikken stammer fra Indien, og navnet menes at henvise til de fem (hindi: panch) oprindelige ingredienser: spiritus, sukker, citron, vand og te eller krydderier. Drikken kom til England i 1600-tallet og spredte sig herfra ud over Europa, hvor den i 1700-tallet blev populær, især i Sverige, hvor den videreudvikledes til den punsch, som kendes i dag, og som er arrak-baseret.
| Mad og drikke | Spire Denne artikel om mad og drikke er en spire som bør udbygges. Du er velkommen til at hjælpe Wikipedia ved at udvide den. |